# Scambus cincticarpus
Scambus cincticarpus är en stekelart som först beskrevs av Joseph Kriechbaumer 1895.  Scambus cincticarpus ingår i släktet Scambus och familjen brokparasitsteklar. Inga underarter finns listade i Catalogue of Life.